# Flat, Frankrike
För andra betydelser, se Flat.
Flat är en kommun i departementet Puy-de-Dôme i regionen Auvergne-Rhône-Alpes i centrala Frankrike. Kommunen ligger i kantonen Issoire som tillhör arrondissementet Issoire. År 2018 hade Flat 438 invånare.

## Befolkningsutveckling
Antalet invånare i kommunen Flat
| Referens: INSEE |